# Kitzmiller kontra doveri iskolaszék
A Tammy Kitzmiller és társai kontra Dover-körzet iskolaszéke és társai (Esetszám: 04cv2688) volt az első közvetlen eljárás az Amerikai Egyesült Államok szövetségi bírósága előtt, amelyet közvetlenül egy olyan iskolaszék ellen indítottak, amelyik előírta az „intelligens tervezés” mint az evolúció melletti alternatív elmélet oktatását az „élet eredetének magyarázataként”.
A felperesek sikeresen érveltek amellett, hogy az intelligens tervezés a kreacionizmus egy formája, ezáltal az iskolaszék döntése megsértette az USA alkotmányának első kiegészítésének az állam és egyház szétválasztásáról rendelkező cikkelyét.
Az eljárás alapját az képezte, hogy Dover-körzet iskolaszéke olyan döntést hozott, miszerint a kilencedik osztályos diákoknak az evolúcióról szóló természettudományos órák előtt egy szöveget kell hangosan felolvasni, mely szerint az evolúció elmélete „elmélet és nem tény”, továbbá az intelligens tervezés „az élet eredetének Darwin nézetétől eltérő magyarázata”. Tizenegy helyi szülő emiatt bírósági eljárást indított az iskolaszék ellen. A felpereseket az American Civil Liberties Union (ACLU), Americans United for Separation of Church and State (AU) és a Pepper Hamilton LLP képviselte, a National Center for Science Education (NCSE) pedig tanácsadóként segítette őket.
Az alpereseket a Thomas More Law Center (TMLC) képviselte. A The Foundation for Thought and Ethics, mely az intelligens tervezést propagáló kézikönyv, az Of Pandas and People (Pandákról és emberekről) kiadója, igyekezett alperesként csatlakozni a perhez, azonban kérésüket elutasították.
A per 2005. szeptember 26-ától 2005. november 4-éig tartott John E. Jones III. bíró vezetésével. December 20-án a bíró egy 139 oldalas dokumentumban foglalta össze a tényállást és döntését, miszerint az iskolaszék döntése alkotmányellenes volt. Döntésében a bíró megtiltotta az intelligens tervezés oktatását Pennsylvania állam középső körzetének állami iskoláiban a természettudományos órákon. Azon nyolc iskolaszéki tag, akik kiálltak az intelligens tervezés oktatása mellett, iskolaszéki helyüket a később, 2005. november 8-i iskolaszéki választásokon elvesztették olyan jelöltekkel szemben, akik az intelligens tervezés oktatása ellen foglaltak állást. Az új összetételű iskolaszék nem kíván fellebbezni a bíróság döntése ellen.